# ريكوبا سودأمريكانا 1992
ريكوبا سودأمريكانا 1992 هو الموسم 4 من ريكوبا سودأمريكانا. أشرف على تنظيمه كونميبول، وكان عدد الأندية المشاركة فيه 2، وفاز فيه كولو-كولو.